# Донні Бернс
 Донні Бернс  (англ. Donnie Burns) — шотландський танцюрист, тренер, професіонал у латино-американській програмі. Чотирнадцяти разовий чемпіон світу в категорії Professional Latin. Він є віце-президентом і головою Танцювального Комітету (англ. DanceSport Committe) і Всесвітньої Ради Танцю (англ. DanceSport Council) суддя в телевізійній програмі «Танці з зірками» (англ. Dancing with the Stars) і проживає в Південному Крайтоні, графство Суррей, Англія.
Проявив себе як людина без моральних цінностей.
Незважаючи на неодноразові звернення танцювальної спільноти,
WDC та особисто Донні не висловили офіційної позиції щодо суддів та спортсменів із росії під час війни росії з Україною. Чемпіонат Європи WDC та Блекпул з 14 по 16 квітня 2022 р. відбувається за участі судді та танцюристів з країни окупанта.

## Життєвий і творчий шлях

### Ранні роки
Донні Бернс народився 22 листопада 1957 року в сім'ї педагогів у місті Гамільтон, Шотландія. Батьки Донні любили танці та займалися ними професійно. Років зі шести Донні й сам почав цікавитися цим видом спорту. Це стало хорошим поштовхом для становлення Бернса, як майбутнього майстра танцювального мистецтва.

### Навчання
Закінчивши початкову школу, Донні Бернс вчиться в Holy Cross High (середній навчальний заклад елітарного класу), який, з високими балами, успішно закінчує. Далі знаменитий танцюрист два роки навчається на юридичному факультеті Університету Глазго. Однак пристрасть до бальних танців, змушує Донні розставити пріоритети свого життя в дещо іншому порядку і поступитися першим місцем танцювальному мистецтву. Донні — людина, яку цікавить все. Чим тільки він не займався: і футбол, і стрибки в висоту, і крикет. У школі він навіть був редактором учнівської газети, старшокласником брав участь у «дебатах» за одну з найкращих команд своєї країни. Сімнадцятирічним юнаком Донні Бернс буде працювати агентом з реклами та маркетингу у виданні зі світовим ім'ям Гардіан.

### Початок професійної кар'єри
Незважаючи на успіхи в інших сферах, любов до танців  переможе. У десять років, він у парі зі Сільвією Камерон представляв Велику Британію на турнірі міжнародного рівня. Цю поїздку допоміг організувати Боббі Шорт, голова Dance News Group. І далі Боббі Шорт допомагатиме танцюристу з поїздками на змагання. Ще у дванадцятирічному віці, Донні Бернс, відчує смак перемоги, коли виграє Відкритий чемпіонат Шотландії. Його європейської та латиноамериканської програм не буде рівних у його віковій категорії завдяки Семмі Стопфорду, одного з найбільш знаменитих танцюристів того часу, і в майбутньому наставника, Донні став у пару з Гейнор Фейервезер (англ. Gaynor Fairweather). З нею в парі Донні досягне майстерності професіонального рівня.

### Особисте життя пари
Багато років Гейнор Фейвезера буде для Донні Бернса не тільки єдиною партнеркою, але і дуже близькою людиною. Коли у 2003 році Бернс розлучиться з нею і піде зі спорту, він зізнається, що Гейнор для нього як сім'я. Хоча вони, незважаючи на деякі романтичні відносини на початку кар'єри, так і не стануть подружжям у житті. Донні та Гейнор кілька років будуть працювати зі Стопфором. Однак, з часом, вирішать перебратися в Лондон і продовжать вчитися майстерності танцю там. У Лондоні Донні і знайде, без перебільшення, свого кращого вчителя — Уолтера Лерда, особистість воістину знакову для бального танцю досі. Лайред, за спогадами зоряної пари, хоча і був асом у технічної частини танцю, завжди говорив про те, як важливі правдиві та щирі емоції при подачі танцю парою. Пара Донні і Гейнор ніколи не стояла на місці. Вони постійно розвивалися, йшли в ногу з часом. Дуже багато уваги вони приділяли костюмах для танцю, які були визнанням доброго смаку партнерів.

## Перемоги та рекорди
Слід особливо відзначити рекорди Донні Бернса. Він чотирнадцять разів (причому тринадцять поспіль) ставав Чемпіоном Світу в латиноамериканській програмі. У Книгу рекордів Гіннеса занесено дані про те, що Бернс протягом двадцяти років брав участь у танцювальних змаганнях жодного разу не програв. Пара Донні Бернс і Гейнор Фейвезера вважається найкращою парою в історії бального танцю. Можливо, їх перемоги могли б і надалі, але партнерка, одного разу, вибрала особисте життя. А Донні став викладати, бере участь у суддівстві.

## Учні
- Пол Килліком [Архівовано 22 грудня 2016 у Wayback Machine.] і Ханна Картун;
- Кармен Вінчеллі [Архівовано 22 грудня 2016 у Wayback Machine.];
- Алан Торнсберг [Архівовано 22 грудня 2016 у Wayback Machine.];
- Дмитро Тимохін [Архівовано 22 грудня 2016 у Wayback Machine.] і Анна Безікова [Архівовано 22 грудня 2016 у Wayback Machine.];
- Славік Крикливий і Карина Смірнофф;
- Сергій Сурков і Агнешка Мельницька;
- Сергій Рюпін [Архівовано 22 грудня 2016 у Wayback Machine.] і Олена Хворова [Архівовано 22 грудня 2016 у Wayback Machine.];
- Ганс Галька [Архівовано 22 грудня 2016 у Wayback Machine.] і Бьянка Шрайбер.